# Ilhan Omar
Ilhan Omar (Mogadiscio, 4 ottobre 1982) è una politica somala naturalizzata statunitense, dal 2019 membro della Camera dei rappresentanti per lo Stato del Minnesota.

## Biografia
Ilhan Omar è nata a Mogadiscio, in Somalia, nel 1982. All'età di 10 anni, a seguito dello scoppio della guerra civile in Somalia, è scappata insieme alla famiglia, rifugiandosi in un campo profughi in Kenya, in cui ha vissuto per quattro anni; nel 1995 la loro richiesta di asilo negli Stati Uniti d'America è stata accettata e la famiglia si è trasferita prima ad Arlington, in Virginia, e poi a Minneapolis, in Minnesota. Ilhan è diventata cittadina statunitense nel 2000, all'età di 19 anni. Ha riferito di essere stata vittima di bullismo per aver indossato un hijab durante il suo periodo in Virginia. Ha frequentato la Edison High School e si è laureata presso l'Università statale del Dakota del Nord con lauree in scienze politiche e studi internazionali nel 2011.
Membro del Partito Democratico, nel 2016 è stata eletta alla Camera dei rappresentanti del Minnesota, diventando così la prima donna di origini somale musulmana eletta in una carica negli Stati Uniti. Alle elezioni del 2018 si è candidata alla Camera dei rappresentanti nel 5º distretto congressuale del Minnesota: con il 78,0% ha sconfitto la candidata repubblicana Jennifer Zielinski ed è stata quindi eletta. È, insieme a Rashida Tlaib, tra le prime due donne di religione islamica a essere eletta nella storia del Congresso statunitense. Dopo la sua elezione, le sue posizioni radicali suscitano scalpore e polemiche: prima le reiterate accuse contro Israele, poi riprende sui social network le vignette di un disegnatore, Carlos Latuff, accusato di essere negazionista dell'Olocausto, e sugli attentati dell'11 settembre 2001 dichiara che "qualcuno ha fatto qualcosa".
Nell'agosto 2019 Israele bandisce la Omar e la sua collega di partito e deputata Rashida Tlaib dall'entrare nello Stato; secondo la rivista Newsweek del 19 agosto 2019 la decisione del governo israeliano è dovuta alla partecipazione delle due deputate al movimento filo-palestinese Boycott, Divestment, Sanctions (BDS) e ad un intervento personale di Donald Trump. Il 9 gennaio 2020, Omar difende il suo sostegno al boicottaggio di Israele, mentre si dichiara contraria alle sanzioni all'Iran, annunciate da Trump in seguito agli attacchi dell'Iran alle basi americane in Iraq in reazione all'uccisione da parte degli americani del generale iraniano Soleimani. Il 2 febbraio 2023, i membri del Partito Repubblicano alla Camera votano per la rimozione di Ilhan Omar dalla Commissione affari esteri a causa dei suoi commenti su Israele.

## Posizioni politiche
Ilhan Omar vuole sostenere le donne imprenditrici, avviare una riforma della giustizia penale e difendere l'ambiente, occupandosi della qualità dell'aria e dell'acqua. È favorevole all'istruzione gratuita, a un migliore controllo delle armi, all'assistenza sanitaria universale, a rendere gli affitti più accessibili per le famiglie a basso reddito e a una politica di immigrazione più flessibile. Il suo programma viene definito "comunista" da alcuni dei suoi oppositori.
In politica estera, si è opposta ai tentativi dell'amministrazione Trump di rovesciare il governo venezuelano; ha denunciato apertamente Elliott Abrams (nominato da Donald Trump inviato speciale in Venezuela) per il suo ruolo durante l'amministrazione Reagan nel sostenere le dittature e gli squadroni della morte statunitensi in America centrale; ha criticato duramente il regime saudita, difendendo persino il boicottaggio dell'hajj, così come i governi di Narendra Modi (India), Jair Bolsonaro (Brasile) e Benyamin Netanyahu (Israele). Sostiene anche il Partito Democratico dei Popoli (HDP), un partito turco di sinistra considerato "filo-curdo" e bersaglio ricorrente della repressione del regime del presidente Recep Tayyip Erdoğan.

## Controversie

### Commenti sull'11 settembre
L'11 aprile 2019, la prima pagina del New York Post riportava un'immagine del World Trade Center che bruciava in seguito agli attacchi terroristici dell'11 settembre 2001 e la citazione di un discorso pronunciato da Omar il mese precedente. Il titolo recitava: "REP. ILHAN OMAR: L'11 settembre vuol dire che 'QUALCUNO HA FATTO QUALCOSA'", e una didascalia sotto aggiungeva: "Ecco il tuo qualcosa 2 977 persone morte per terrorismo". Il New York Post stava citando un discorso pronunciato da Omar in una recente riunione del Consiglio sulle relazioni islamo-americane (CAIR). Nel discorso Omar ha dichiarato: "Il CAIR è stato fondato dopo l'11 settembre perché ha riconosciuto che alcune persone hanno fatto qualcosa e che tutti noi [musulmani negli Stati Uniti] abbiamo iniziato a perdere l'accesso alle nostre libertà civili". Il CAIR è stato fondato nel 1994, ma si sono aggiunti molti nuovi membri dopo gli attacchi dell'11 settembre nel 2001.
Il 12 aprile il presidente Trump ha retwittato un video che modificava le osservazioni di Omar, decontestualizzandole e raffigurandola mentre diceva: "Alcune persone hanno fatto qualcosa". Alcuni rappresentanti democratici hanno condannato il retweet di Trump, ritenendo che avrebbe incitato alla violenza e all'odio. La portavoce Nancy Pelosi ha invitato Trump a "smantellare il suo video irriverente e pericoloso" e ha chiesto alla polizia del Campidoglio degli Stati Uniti di aumentare la sua protezione ad Omar.
Intervenendo durante una protesta del 30 aprile da parte di donne di colore che chiedevano la formale censura di Trump, Omar incolpava Trump e i suoi alleati di incitare gli americani contro ebrei e musulmani.